# Tien Giang
Tien Giang (vietnamita: Tiền Giang) é uma província do Vietnã.